# Startgemeinschaft Essen
Die Startgemeinschaft Essen e. V. ist ein Zusammenschluss der Schwimmabteilungen von insgesamt 13 Sport- und Schwimmvereinen aus Essen und eine der erfolgreichsten Schwimmsportgemeinschaften Westdeutschlands. 

## Geschichte
Die Damenmannschaft der SG Essen schwimmt in der 1. Bundesliga Schwimmen und wurde dort in der Saison (2008/09) Deutscher Meister, die Herrenmannschaft stieg 2008 souverän als Meister der 2. Bundesliga West wieder in die 1. Bundesliga auf.
Die bekanntesten Schwimmer der SG Essen sind die beiden Brustspezialisten Weltmeister Mark Warnecke und Vizeweltmeisterin Anne Poleska, die jedoch beide mittlerweile ihre Karriere beendet haben. Momentan sind die amtierende Vizeweltmeisterin in der 4 × 100-m-Freistilstaffel und über 50 m Rücken Daniela Samulski, der amtierende Weltmeisterschaftsvierte und Europarekordhalter über 50 m Brust Hendrik Feldwehr, die Olympiateilnehmerin Lisa Vitting sowie die beiden Weltmeisterschaftshalbfinalistinnen Caroline Ruhnau und Kerstin Vogel Mitglieder des Top Teams in der SG Essen. Der Trainer ist Henning Lambertz, der auch gleichzeitig hauptamtlicher Bundesstützpunkttrainer des DSV ist. Seit Dezember 2008 ist Essen auch Bundesstützpunkt Schwimmen.

## Mitgliedsvereine
- Essener Schwimmverein 1906 e. V.
- Polizei-Sportverein Essen 1922 e. V.
- Schwimmclub Aegir Essen 1908 e. V.
- Essener TuS von 1859 e. V.
- Werdener Turnerbund von 1886 e. V.
- Schwimmverein Steele 1911 e. V.
- Schwimmverein Horst 1919 e. V.
- SSSV Blau-Gelb Delphin e. V. 1985
- Turnverein Eintracht Essen-Frohnhausen 1887 e. V.
- Rasen- und Wassersportverein RuWa Dellwig 1925 e. V.
- Schwimmverein Essen-Borbeck 1961 e. V.
- ESV Grün-Weiß Essen e. V. 1925
- Post- und Telekom-Sportverein Essen e. V.